# 每日快報
《每日快報》（英語：Daily Express）是英國的一份小型報，是每日快報系的旗艦報紙，創刊於1900年，第一份《每日快報》出版於當年4月24日。2011年7月，每日快報的日平均發行量 625,952份。每日快報社同時發行《星期日快報》（創刊於1918年）、《每日星報》和《星期日星報》等報紙。除了2001年英國大選之外，《每日快報》在二次大戰後歷屆選舉中均公開支持保守黨。